# السينما اليونانية
تمتلك السينما اليونانية تاريخًا عريقًا وغنيًا، ورغم تعرضها لمعوقات بسبب الحرب وعدم الاستقرار السياسي، فإن السينما اليونانية طغت على الأسواق المحلية، وحصدت نجاحًا على المستوى العالمي. تميزت خصائص السينما اليونانية بقصص ذات حبكة ديناميكية، وبناء قوي للشخصيات، وأجواء مثيرة. وقد حاز فيلما مفقود (1982) والأبدية ويوم واحد (1998) على جائزة السعفة الذهبية في مهرجان كان السينمائي. ورشحت خمسة أفلام يونانية لجائزة الأوسكار ضمن تصنيف أفضل الأفلام الأجنبية.
رغم امتداد جذور السينما اليونانية إلى بدايات 1900، فإن أول فيلم خاص للبالغين لم ينتج حتى حقبة 1920، بعد نهاية الحرب التركية اليونانية. وقد احتوت أفلام هذه الحقبة -مثل استيرو (1929) للمخرج ديميريس غازياديس، وماريا بنتاجيوتيسا (1931) للمخرج أهيليس مدراس- على مزيج من المشاعر الميلودرامية ووفرة العناصر الفلكلورية. يعد فيلم دافنيز وكلوي للمخرج أوريستيس لاسكوس أول فيلم يُعرض خارج حدود اليونان، وكذلك أول فيلم أوربي يحتوي على مشهد تعرٍ. في أثناء احتلال اليونان من قبل دول المحور تعرضت السينما اليونانية إلى هبوط في المستوى الفني؛ واضطرت للانتقال إلى ما وراء البحر.
بعد نهاية حرب اليونانية الاهلية، أعيد إحياء السينما اليونانية. مستلهمة من حركة  الواقعية الإيطالية الجديدة، وأنتج مخرجون -مثل: غريغوريس غريغوريو، وستيليوس تاتاسوبولوس- أفلامًا بأداء ممثلين غير محترفين. في أثناء حقبة 1950 و1960 شهدت السينما اليونانية عصرًا ذهبيًا، بداية من فيلم ستيلا (1955) للمخرج مايكل كاكويانيس، الذي عُرض في مهرجان كان. رُشح فيلم 1960 لا يمكن يوم الأحد لخمس جوائز أوسكار وفازت الممثلة الرئيسية ميلينا ميركوري بجائزة أفضل ممثلة في مهرجان كان السينمائي. أما فلم زوبرا اليوناني (1964) قد فاز بثلاثة جوائز أوسكار. تعد أفلام أخرى -مثل العملة المزيفة وغول أثينا- في الوقت الحاضر، من بعض أعظم أعمال السينما اليونانية.
تعرضت السينما اليونانية إلى انخفاض في مستوى الأعمال الفنية مرة أخرى نتيجة سياسة حكم المجلس العسكري جونتا، وصعود القوى الخارجية المنافسة. بعد عودة نظام الحكم الديمقراطي، في منتصف 1970، ازدهرت السينما اليونانية، بقيادة المخرج ثيودوروس أنجيلوبولوس، الذي لفتت أفلامه أنظارًا دولية، جاعلةً منه مخرج أفلام اليوناني الأكثر شهرة على مر التاريخ. مخرجون آخرون اشتهروا في الحقبة نفسها -مثل: نيكوس نيكولايديس، وبانتيليس فولجاريس، وصاحب فلم الأيقونة إفدوكيا المخرج أليكسيس داميانوس. أدى هذا الانجراف نحو سينما الفيلم الفني (وهو توجه أو تصنيف فني في الأفلام) في نهاية حقبة 1980 إلى انخفاض في نسبة جمهور السينما. توجه صناع أفلام شُبان بداية حقبة 1990 إلى تجربة أيقونات النمطية. برزت في نهاية حقبة 2000 أفلام فريدة من نوعها، وعلى الرغم من وجود مشكلات في التمويل نتيجة الأزمة الاقتصادية، مثل: فلم أسنان الكلب (2009) للمخرج يورجوس لانثيموس، وفلم نهج الامرأة (2009) للمخرج بانوس كوتراس، وفلم أتنبرج (2010) للمخرجة  أثينا راتشيل تسنجاري، مُشكلةً ما سُمي فيما بعد «موجة الغرابة اليونانية».

## تاريخ السينما اليونانية

### الأصول
عاش سكان أثينا من اليونانيين في ربيع عام 1897 أول تجربة سينمائية (فيلم قصير بالمجمل). ولدت السينما اليونانية في عام 1906حينما بدأ الأخوان ماناكي بتسجيل في مقدونيا، وأنتج المخرج الفرنسي ليونس أول نشرة إخبارية له عن ألعاب الأولمبياد في أثينا.
افتتح أول مسرح سينمائي في أثينا بعد مرور نحو عام، وبدأت غرف عرض الأفلام بالنشاط أيضًا. في عام 1910-1911 أنتج أول فلم سبيريدون مقتبس من الكومكس من قبل المخرج سبيروس ديميتراكوبولوس، الذي لعب بنفسه دورًا في أغلب أفلامه. عرض المخرج كوستاس باشاتوريس في عام 1911 فيلم جولف، المقتبس من قصة حب تقليدية مشهورة، وعُد أول فيلم يوناني من تصنيف الأفلام الروائية الطويلة. أنشئت أول شركة (أثينا للأفلام) مختصة بالأفلام في عام 1912، وأخرى باسم أستي للأفلام.
في أثناء الحرب العالمية الأولى، كان إنتاج الأعمال السينمائية محصورًا في الوثائقيات والنشرات الخبرية. تميز مخرجون -مثل: جورج بروكوبيو، وديميتريس غازياديس- بتصويرهما مشاهد من المعارك في أثناء الحرب التركية اليونانية.